# Bellemagny
Bellemagny é uma comuna francesa na região administrativa de Grande Leste, no departamento Alto Reno. Estende-se por uma área de 2,09 km². Em 2010 a comuna tinha 182 habitantes (densidade: 87,1 hab./km²).